# 国際連合安全保障理事会決議149
国際連合安全保障理事会決議149（こくさいれんごうあんぜんほしょうりじかいけつぎ149、英: United Nations Security Council Resolution 149, UNSCR149）は、1960年8月23日に国際連合安全保障理事会で全会一致で採択された決議である。オートボルタ共和国（現在のブルキナファソ）の国連加盟申請を検討し、同国の加盟承認を総会に勧告した。